# 1259 هـ
1259 هـ هي سنة في التقويم الهجري امتدت مقابلةً في التقويم الميلادي بين سنتي 1843 و1844.

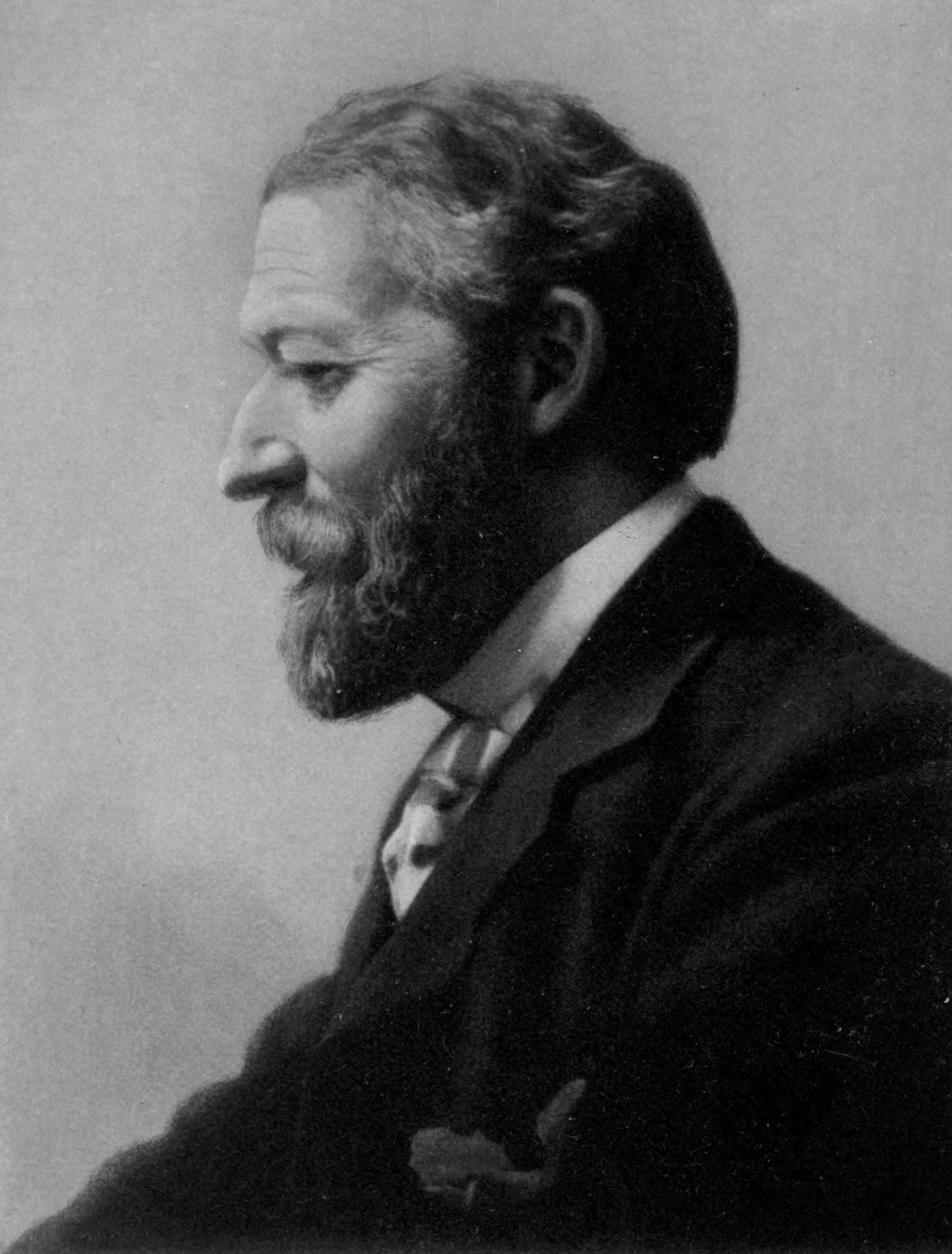
تشارلز داوتي

## أحداث
- استيلاء الأمام فيصل بن تركي الرياض ومكان معه من قبل ويأسر عبد الله بن ثنيان.

## مواليد
- محمد أحمد المهدي
- تشارلز داوتي
- علي بن محمد الحبشي

## وفيات
- عبد السلام المارديني
- محمد جعفر البهبهاني
- نوح وبستر
- كاظم الرشتي